# Clorură de galiu
Clorura de galiu este o sare a galiului cu acidului clorhidric cu formula chimică GaCl3.